# Dead Boyz Don’t Scream
Dead Boyz Don't Scream – amerykański film fabularny (horror komediowy) z 2006 roku. W rolach drugoplanowych wystąpili w nim męscy modele magazynu „Playgirl”.

## Zarys fabuły
Podczas sesji zdjęciowej przeprowadzanej przez fotograf Roz w odciętym od świata studio, modele padają ofiarami brutalnych mordów, których dopuszcza się nieznany sprawca. Gdy młodzi mężczyźni giną jeden po drugim, łowczyni talentów Tess Oster i jej lesbijska partnerka, strażniczka leśna Belle Van Dyke, wszczynają dochodzenie.

## Obsada
- Monique Parent – Roz
- Victoria Redstall – Tess Oster
- Gina Marie (w czołówce jako Gina Marie Gian) – Belle Van Dyke
- Ewan French – Deiter Pudl
- Anthony Giraud – Jimmy
- Aaron Mark – Peter Pudl